# Điệp viên không hoàn hảo
Điệp viên không hoàn hảo (tiếng Anh: Central Intelligence) là một bộ phim hành động phim hài 2016 của Mỹ do Rawson Marshall Thurber đạo diễn và do Thurber, Ike Barinholtz và David Stassen.
Phim có sự tham gia của Kevin Hart và Dwayne Johnson vào vai hai người bạn trung học cũ hợp tác với nhau để cứu nước Mỹ sau khi một trong số họ gia nhập CIA để cứu thế giới từ một kẻ khủng bố có ý định bán mã vệ tinh.
Phim ra mắt tại Los Angeles vào ngày 10 tháng 6 năm 2016 và được công chiếu chính thức tại Hoa Kỳ ngày 17 tháng 6 năm 2016. Điệp viên không hoàn hảo nhận được nhiều đánh giá trái chiều và thu về 217 triệu đô la trên toàn thế giới so với ngân sách 50 triệu đô la của nó. Phim khởi chiếu tại Việt Nam ngày 17 tháng 6 năm 2016.

## Nội dung
Năm 1996, ngôi sao vận động viên Calvin Joyner đang được vinh danh tại trường trung học của mình. Trong bài diễn văn của Calvin, Trevor Olson và một nhóm sinh viên bắt nạt đã ném một sinh viên béo phì biệt danh Robbie Weirdicht trần truồng đang tắm vào trong hội trường, nơi tập họp đang diễn ra, làm anh xấu hổ. Chỉ có Calvin và bạn gái, Maggie Johnson, tỏ ra thông cảm với Weirdicht.
Hai mươi năm sau, năm 2016, Calvin kết hôn với Maggie và làm kế toán pháp y nhưng không hài lòng với sự nghiệp của mình. Maggie đề nghị họ gặp một nhà tư vấn để cứu vãn cuộc hôn nhân tồi tệ của họ. Tại công ty, Calvin nhận được một yêu cầu kết bạn trên Facebook từ một người tên là Bob Stone, người tiết lộ rằng anh ta là Wierdicht và yêu cầu họ gặp nhau. Calvin rất sốc khi thấy Wierdicht đã biến thành một điệp viên cơ bắp, tự tin của CIA. Stone yêu cầu Calvin xem qua một vài hồ sơ kế toán. Calvin giải mã hồ sơ là giao dịch trị giá hàng triệu USD từ một cuộc bán đấu giá, với việc thanh toán cuối cùng được thực hiện vào ngày hôm sau. Stone tránh những câu hỏi của Calvin, bày tỏ sự hâm mộ và ngủ lại trên ghế sofa ở nhà của Calvin.
Sáng hôm sau, một nhóm nhân viên CIA dẫn đầu bởi Pamela Harris đến nhà của Calvin để tìm kiếm Stone, người đã trốn thoát. Harris nói với Calvin rằng Stone là một đặc vụ hai mang nguy hiểm, là người dự định bán mã vệ tinh cho người đấu giá cao nhất. Ngay sau đó, Stone gặp Calvin ở công ty của anh, cả hai trốn thoát khỏi đội đặc vụ CIA bằng cách nhảy từ trên cao xuống. Stone giải thích rằng anh đang cố gắng ngăn chặn một tên tội phạm có biệt danh Black Badger (Kẻ bán rong hắc ám) nhưng cần các kỹ năng của Calvin để tìm tọa độ vị trí của cuộc giao dịch. Sau cuộc tấn công của một thợ săn tiền thưởng, Calvin bỏ trốn và gọi Maggie, bảo cô gặp anh tại văn phòng tư vấn hôn nhân của Bác sĩ Dan. Harris gặp Calvin và nói với anh rằng Stone đã giết cộng sự của mình là Phil Stanton và chính là Black Badger. Cô cảnh báo anh không nên nói với Maggie và đưa cho anh một thiết bị để báo họ biết về vị trí của Stone. Calvin sau đó đến văn phòng tư vấn hôn nhân.
Stone đóng giả bác sĩ từ trước và thuyết phục Calvin giúp anh, và Calvin sắp xếp một cuộc gặp mặt với Olson, người có thể theo dõi tài khoản ngoại quốc cho cuộc đấu giá, để họ biết vị trí của cuộc giao dịch. Olson là bạn cũ của cả hai và bắt nạt Stone khiến anh bị ám ảnh. Calvin tức giận trước thái độ của Olson và đi tìm Stone, Stone sau đó nói rằng Calvin là người bạn duy nhất đối xử tốt với anh. Trước đó Harris gọi Calvin và đe dọa sẽ bắt Maggie nếu anh không giúp họ bắt Stone. Calvin buộc phải phản bội Stone, và CIA bắt cả hai. Khi Harris tra tấn Stone để buộc anh phải nhận tội, Calvin hối hận và quyết định giúp Stone chạy thoát. Calvin suy luận rằng cuộc giao dịch đang diễn ra ở Boston và giúp Stone đánh cắp một chiếc máy bay để đến đó. Tại một bãi đỗ xe ngầm, được cho là nơi sẽ diễn ra phi vụ bán mã, Stone đi vào một mình, một lúc sau Calvin nhìn thấy Harris cũng bước vào. Calvin suy luận rằng Harris là Black Badger và chạy theo cô. Sau đó Calvin phát hiện Stone đang gặp người mua và tuyên bố mình là Black Badger. Stone bắn Calvin sượt qua cổ anh để giữ an toàn cho anh.
Stanton bất ngờ xuất hiện, tiết lộ rằng anh ta làm giả cái chết của mình và tự tuyên bố mình là Black Badger thật sự, Calvin tỉnh dậy và biết chuyện. Người mua của mafia cố gắng truy xuất mã từ cả Stone và Stanton, nhưng CIA đến và bắt đầu một cuộc đọ súng, trong khi Calvin lấy cả hai USB chứa mã và chạy ra ngoài. Anh gặp Stone và Stanton, những người đánh nhau. Không thể xác định ai là tội phạm, Calvin ngẫu nhiên bắn vào mông Stone, nhưng Stanton tiết lộ rằng anh ta là Black Badger và Stone vô tội. Calvin gây ra sự phân tâm bằng cú nhào lộn cho phép Stone vùng dậy xé cổ họng Stanton, giết chết anh ta. Cả hai đưa mã cho Harris, người sau đó thả họ ra trong buổi họp mặt trung học của họ, nơi Calvin làm hòa với Maggie. Stone được công bố là Homecoming King, Calvin tiết lộ với Maggie rằng anh đã xâm nhập vào trang mạng hệ thống bỏ phiếu để đảm bảo Stone chiến thắng. Olson cố gắng bắt nạt Stone một lần nữa, nhưng Stone đã đấm gục anh ta. Khi Stone trình bày bài phát biểu của mình, anh đã hồi tưởng lại khoảnh khắc xấu hổ năm xưa và tự tin cởi bỏ quần áo ra. Anh bước ra khỏi sân khấu để tỏ tình với Darla McGuckian, bạn gái hồi trung học.
Trước khi kết thúc phim, Maggie mang thai và Calvin đã gia nhập CIA. Là một món quà cho ngày đầu tiên đi làm, Stone tặng Calvin chiếc áo khoác cổ động viên từ hồi trung học, chiếc áo mà Calvin đã đưa cho anh để che khi bị làm trò cười trong buổi diễn văn hai mươi năm trước.

## Diễn viên
- Dwayne Johnson trong vai Robbie Weirdicht / Bob Stone
  - Sione Kelepi trong vai Robbie Weirdicht hồi trẻ
- Kevin Hart trong vai Calvin Joyner
- Amy Ryan trong vai Pamela Harris
- Aaron Paul trong vai Phil Stanton / Black Badger
- Danielle Nicolet trong vai Maggie Johnson-Joyner
- Jason Bateman trong vai Trevor Olson
  - Dylan Boyack trong vai Trevor Olson hồi trẻ
- Melissa McCarthy trong vai Darla McGuckian
- Ryan Hansen trong vai Steve
- Timothy John Smith vai Đặc vụ Nick Cooper
- Thomas Kretschmann vai Người mua
- Công viên Megan vai Lexi
- Phil Reeves vai hiệu trưởng Kent
- Kumail Nanjiani vai nhân viên bảo vệ sân bay
- Slaine vai Thug

## Sản xuất

### Phát triển
Kịch bản được sáng tác bởi Universal Pictures vào năm 2010 và bộ phim được công bố vào năm 2016. Thurber đã được chọn để chỉ đạo và viết kịch bản cùng với Ike Barinholtz và David Stassen. Năm đó, Dwayne Johnson được mời đóng phim chung với Kevin Hart.

### Quay phim
Công đoạn quay phim chính bắt đầu vào ngày 06 tháng 5 năm 2015, diễn ra tại Atlanta, Georgia và trải dài trên các địa điểm khác nhau ở Massachusetts, bao gồm Boston, Burlington, Lynn, Middleton, và Quincy, kết thúc vào tháng 7 năm 2015. Để quảng bá cho bộ phim, Johnson và Hart đã có một cuộc tranh luận với nhau trên Instagram về phim.

## Phát hành
Bộ phim được công chiếu tại nhà hát Regency Village vào ngày 10 tháng 6 năm 2016. Warner Bros. đảm nhiệm việc phân phối tại Hoa Kỳ, nơi bộ phim bắt đầu phát hành vào ngày 17 tháng 6 năm 2016, trong khi Universal cho công chiếu toàn cầu, khi bộ phim được phát hành từ tháng 6 đến tháng 7 năm 2016.

### Trang chủ phương tiện truyền thông
Điệp viên không hoàn hảo đã được phát hành trên Digital HD vào ngày 13 tháng 9 năm 2016, trước khi được phát hành trên DVD, Blu-ray và 4K Ultra HD vào ngày 27 tháng 9 năm 2016.

## Đón nhận

### Phòng vé
Điệp viên không hoàn hảo thu được 127,4 triệu đô la ở Bắc Mỹ và 89,5 triệu đô la ở các vùng khác với tổng số trên toàn thế giới là 217 triệu đô la, so với ngân sách 50 triệu đô la. Deadline Hollywood tính lợi nhuận ròng của bộ phim là 52 triệu đô la, khi tính tất cả các chi phí và thu nhập cho bộ phim.
Điệp viên không hoàn hảo công chiếu vào ngày 17 tháng 6 năm 2016, cùng với Finding Dory, và dự kiến sẽ thu về khoảng 30 triệu đô la từ 3.508 rạp vào tuần lễ khai mạc. Bộ phim đã thu được 1,8 triệu đô la từ cuộc trưng bày thứ năm và 13 triệu đô la trong ngày đầu tiên. Bộ phim đạt doanh thu 35,5 triệu đô la, đứng ở vị trí thứ hai tại phòng vé phía sau Finding Dory (135,1 triệu đô la).

### Phản ứng và phê bình
Trên Rotten Tomatoes, bộ phim có chỉ số đánh giá chấp thuận 69% dựa trên 167 đánh giá với mức đánh giá trung bình là 5,7 / 10. Sự đồng thuận quan trọng của trang web cho biết, "Kevin Hart và Dwayne Johnson tạo ra những lá bài hài hước xuất hiện, giúp Central Intelligence vượt qua được một kịch bản có tính chất biến hóa đáng kể". Trên Metacritic, bộ phim có điểm số 52 trên 100 dựa trên 35 nhà phê bình, cho biết "đánh giá hỗn hợp hoặc trung bình". Đối tượng được thăm dò bởi CinemaScore đã cho bộ phim một điểm trung bình của "A-" trên thang đo từ A đến F.
Peter Travers của tạp chí Rolling Stone đã cho phim hai trong bốn ngôi sao, viết: "Nếu bạn đang mong đợi các chủ đề câu chuyện mạch lạc, bạn đã sai. Điệp viên không hoàn hảo luôn có cách lười biếng ra. Bạn đi cùng cho đi xe bởi vì Hart và Johnson hứa hẹn một điều mà họ không thể cung cấp: một bộ phim hài hước như họ. Ignatiy Vishnevetsky của AV Club chỉ trích bộ phim như là một "hỗn loạn khái niệm cao trò hề mà đôi như là một câu chuyện cảnh báo về nơi bộ phim hài quay đi sai," viết: "Trong đốm như thờ ơ và tự nuông chiều như bất kỳ ngày sau Sản xuất Adam Sandler ..., [Trí tuệ] Chuyển qua lại từ ốc nhịp độ để rời rạc quá nhồi trên thông báo của một thời điểm, không có ở giữa chế độ." Keith Phipps của Uproxx cho bộ phim đánh giá tích cực, nói rằng: "Nó còn tăng cường các loại của bộ phim hài hước, không đòi hỏi yêu thích vào những tháng mùa hè và chơi tuyệt vời với những đoạn lặp đi lặp lại vô tận".

## Tương lai
Vào tháng 11 năm 2021, đạo diễn Rawson Marshall Thurber thông báo rằng phần tiếp theo đang phát triển.